# I liga urugwajska w piłce nożnej (1986)
- Mistrz Urugwaju 1986: CA Peñarol
- Wicemistrz Urugwaju 1986: Club Nacional de Football
- Copa Libertadores 1987:  CA Peñarol, Progreso Montevideo
- Spadek do drugiej ligi: Fénix Montevideo
- Awans z drugiej ligi: Miramar Miramar Misiones

Mistrzostwa Urugwaju w roku 1986 były mistrzostwami rozgrywanymi według systemu, w którym wszystkie kluby rozgrywały ze sobą mecze każdy z każdym u siebie i na wyjeździe. Na koniec dwa najlepsze w tabeli kluby rozegrały mecz barażowy o tytuł mistrza Urugwaju. Tytuł mistrza nie dawał jednak prawa gry w międzynarodowych pucharach – o tym zadecydował oddzielny turniej zwany Liguilla Pre-Libertadores, rozegrany na koniec sezonu. Najlepszy klub w tym turnieju uzyskał prawo gry w Copa Libertadores 1987, a drugi musiał stoczyć pojedynek barażowy z mistrzem Urugwaju.

## Primera División

### Końcowa tabela sezonu 1986
| Poz | Klub                       | Mecze | Zw | Rem | Por | Pkt | BrZd | BrStr |
| --- | -------------------------- | ----- | -- | --- | --- | --- | ---- | ----- |
| 1   | Club Nacional de Football  | 24    | 13 | 9   | 2   | 35  | 33   | 15    |
| 2   | CA Peñarol                 | 24    | 13 | 8   | 3   | 34  | 33   | 17    |
| 3   | Central Español Montevideo | 24    | 10 | 8   | 6   | 28  | 26   | 20    |
| 4   | Montevideo Wanderers       | 24    | 7  | 12  | 5   | 26  | 32   | 22    |
| 5   | CA Bella Vista             | 24    | 9  | 6   | 9   | 24  | 25   | 22    |
| 6   | Progreso Montevideo        | 24    | 9  | 6   | 9   | 24  | 25   | 25    |
| 7   | Huracán Buceo Montevideo   | 24    | 8  | 8   | 8   | 24  | 24   | 26    |
| 8   | Defensor Sporting          | 24    | 7  | 8   | 9   | 22  | 28   | 31    |
| 9   | Danubio FC                 | 24    | 7  | 8   | 9   | 22  | 26   | 30    |
| 10  | CA Cerro                   | 24    | 6  | 8   | 10  | 20  | 22   | 28    |
| 11  | Rampla Juniors             | 24    | 6  | 7   | 11  | 19  | 20   | 30    |
| 12  | Fénix Montevideo           | 24    | 2  | 14  | 8   | 18  | 19   | 29    |
| 13  | River Plate Montevideo     | 24    | 4  | 8   | 12  | 16  | 21   | 39    |

### Baraż o tytuł mistrza
Baraż o mistrzostwo Urugwaju między dwoma najlepszymi w tabeli drużynami.
| Mecz                                                  |
| ----------------------------------------------------- |
| CA Peñarol – Club Nacional de Football 0:0, karne 4:3 |

Mistrzem Urugwaju został klub CA Peñarol, a wicemistrzem – Club Nacional de Football.

### Klasyfikacja strzelców bramek
| Gole | Piłkarz             | Klub                      |
| ---- | ------------------- | ------------------------- |
| 11   | Juan Ramón Carrasco | Club Nacional de Football |
| 11   | Gerardo Miranda     | Defensor Sporting         |